# CLUB TV
CLUB TV（クラブティーヴィー）は、世界各地のナイトクラブやフェスティバルを独自取材したオリジナル番組で構成された、最新ダンスミュージックのトレンドと、グローバルなライフスタイルを紹介した専門チャンネル。

世界の主要都市やリゾートで人気を集めるクラブと、その周辺のローカルなトレンドやホット・スポットの紹介をはじめ、最先端のクラブシーンを彩るトップDJの独占インタビュー、最新のヒットチャートなど、グローバルなネットワークを活かして、今までの音楽専門チャンネルとは一線を画す多彩な映像と情報満載の総合編成チャンネルであった。

ケーブルテレビ（CATV）やインターネットテレビ向けのチャンネル。愛媛CATVとケーブルテレビのチャンネル700、Amazonプライムなどで配信された。2016年8月まで衛星放送のスカパー!プレミアムサービス、2017年4月までAbemaTVでも放送されていた。

## 主な番組
FESTIVALS
海外や国内の主要なダンスミュージック系フェスティバルの取材レポート。
CLUBS
世界各地のナイトクラブ、観光地やナイトシーンの取材レポート。
PEOPLE
著名DJやアーティストのミュージックビデオやインタビューなどの総合編成。
[FESTIVALS]IT'S THE SHIP 2017　より
[FESTIVALS]Music Circus 2017　より